# کورگو فوندو
کورگو فوندو (به پرتغالی: Córrego Fundo) یک منطقهٔ مسکونی در برزیل است که در میناز ژرایس واقع شده‌است. کورگو فوندو ۱۰۵٬۳۸۷ کیلومتر مربع مساحت و ۶٬۳۸۲ نفر جمعیت دارد و ۸۴۴ متر بالاتر از سطح دریا واقع شده‌است.